# NGC 3648
NGC 3648 este o galaxie lenticulară situată în constelația Ursa Mare. A fost descoperită în 18 martie 1831 de către John Herschel. Se află la o distanță de 31,9 de megaparseci de Pământ.